# Le Maître des sorciers
Pour plus de détails, voir Fiche technique et Distribution.
Le Maître des sorciers (Krabat) est un film allemand de fantasy réalisé par Marco Kreuzpaintner, sorti en 2008.

## Synopsis
En Allemagne, à l'époque de la guerre de Trente Ans, Krabat, orphelin de 14 ans, est apprenti dans un moulin à eau parmi douze. Il apprend également la puissance de la magie noire par son maître. 
Un jour il rencontre une jeune fille et tombe amoureux d’elle, mais son meilleur ami, Tonda, lui fait comprendre que le maitre ne tolère pas l’amour. Il s’en rend compte le jour où il retrouve la petite amie de Tonda morte et un peu plus tard celui-ci, également mort. Krabat se rend compte que lui et les autres apprentis n’ont pas seulement été initiés par le maître dans les arts noirs, mais que chaque année, l’un d’eux doit donner sa vie pour le maître, de sorte que ce dernier ne meure pas.
Krabat décide de se rebeller afin de détruire celui qui a tué son ami. Arrivera-t-il à se venger ou se laissera-t-il dévorer par la magie noire qu'il utilise ?

## Fiche technique
- Titre : Le Maître des sorciers
- Titre original : Krabat
- Réalisation : Marco Kreuzpaintner
- Scénario : Michael Gutmann, Marco Kreuzpaintner, d'après le roman de Otfried Preussler
- Musique : Annette Focks
- Photographie : Daniel Gottschalk
- Montage : Hansjörg Weißbrich
- Maquillage : Heike Merker
- Production : Jakob Claussen, Nick Hamson, Ulrike Putz, Lars Sylvest, Bernd Wintersperger et Thomas Wöbke
- Société de production : B. A. Filmproduktion, Brass Hat Films, Castel Film Romania, Claussen Wöbke Putz Filmproduktion, Krabat Filmproduktion, MSM Studios et SevenPictures Film
- Société de diffusion : Condor Entertainment (France)
- Pays :  Allemagne,  Royaume-Uni et  Roumanie
- Genre : Drame, fantasy et thriller
- Durée : 120 minutes
- Dates de sortie : 
  -  Allemagne : 9 octobre 2008
  -  France : 1er juin 2011 (vidéo)

## Distribution
- David Kross : Krabat
- Daniel Brühl : Tonda
- Christian Redl (VF : Christian Pélissier) : le Mestre, sorcier maléfique
- Robert Stadlober (VF : Rémi Caillebot) : Lyschko
- Paula Kalenberg : Kantorka
- Hanno Koffler (VF : Sam Salhi) : Juro
- Anna Thalbach : Worschula
- Charly Hübner (VF : Renaud Heine) : Michal
- Moritz Grove (de) (VF : Cédric Barbereau) : Merten
- Tom Wlaschiha : Hanzo
- Sven Hönig : Andrusch
- Stefan Haschke : Staschko
- David Fischbach (VF : Rémi Caillebot) : Lobosch
- Daniel Steiner : Petar
- Tom Lass : Kubo
- Otto Sander (VF : Jean-Bernard Guillard) : le narrateur

 Source et légende : version française (VF) sur RS Doublage et selon le carton du doublage français sur le DVD zone 2.